# Doris Sánchez
Luz Doris Sánchez Pinedo de Romero (Huallanca; Áncash, 20 de abril de 1946) es una bióloga, docente universitaria y política peruana. Fue ministra de Promoción de la Mujer y del Desarrollo Humano del Perú durante el gobierno de Alejandro Toledo, desde el 28 de julio del 2001 hasta el 21 de enero del 2002, y congresista de la república en dos periodos consecutivos.

## Biografía
Nació en la ciudad de Huallanca, ubicado en la provincia de Huaylas del departamento de Áncash, el 20 de abril de 1946. A temprana edad se trasladó a la ciudad de Lima con su familia.
Cursó su educación primaria en la Institución Educativa N.º 518 del distrito del Rímac, y la secundaria en la Gran Unidad Escolar María Parado de Bellido. Luego ingresó a la Universidad Nacional Mayor de San Marcos (1966-1970), donde se graduó de bachiller en Biología y en Educación. En la misma casa de estudios obtuvo un magíster en Bioquímica y un doctorado en Biología. Se especializó en Biología Molecular.
Fue catedrática de la Facultad de Medicina y del Departamento de Biología de la Universidad Nacional Mayor de San Marcos, así como directora Académica de la Escuela de Post Grado del mismo centro de estudios.
Es socia activa del American Chemical Society; así como miembro de la Sociedad Química del Perú; de la Asociación Panamericana de Bioquímica y Biología Celular; de la Asociación Nacional de Biólogos; de la Sociedad Catalana de Biología; de la Sociedad de Microscopía Electrónica y de la Asociación de Bio-Antropología.

## Carrera política
Doris Sánchez se incursiona en la política cuando en 1994 se afilió al partido Perú Posible liderado por Alejandro Toledo y siendo co-fundadora. Sánchez era una de sus principales dirigentes nacionales.

### Congresista de la República
Su carrera en la política se inicia en las elecciones generales del año 2000 como candidata al Congreso de la República por las lista de Perú Posible en las elecciones parlamentarias. Finalmente, Sánchez logró ser elegida como congresista de la república, con 30,095 votos, para el periodo parlamentario 2000-2005.
Durante la tercera juramentación de Alberto Fujimori para su tercer gobierno, Sánchez se retiró del hemiciclo junto con los demás congresistas de la oposición para luego participar en la ya convocada Marcha de los Cuatro Suyos encabezada por Toledo.
En su gestión fue miembro de las comisiones de Salud, Ambiente y de la Mujer.
En noviembre del mismo año, tras la difusión a nivel nacional de los Vladivideos y luego la renuncia de Alberto Fujimori desde Tokio mediante un fax, su cargo parlamentario fue reducido hasta julio del 2000 donde el presidente transitorio Valentín Paniagua convocó a nuevas elecciones generales. Luego, Sánchez postuló nuevamente como congresista representando al departamento de La Libertad por Perú Posible en las elecciones parlamentarias y logró ser reelegida, con 26,155 votos, para el periodo 2001-2006.
Durante su juramentación, Sánchez juró como congresista por "espíritu de la Marcha de los Cuatro Suyos y por el presidente Alejandro Toledo".
Entre el 2003 y el 2006 fue presidenta del grupo parlamentario peruano en el Parlamento Latinoamericano.

### Ministra de la Mujer
Al inaugurarse el gobierno de Alejandro Toledo en el 2001, Sánchez fue nombrada como ministra de la Mujer y del Desarrollo Humano en el gabinete ministerial presidido por Roberto Dañino Zapata.
Dentro de su gestión, anunció la campaña nacional de alfabetización y cruzada de salud reproductiva.
El 21 de enero del 2002, Sánchez dejó la cartera ministerial junto con los ministros David Waisman y Luis Solari, a pedido del presidente Toledo que quería que se dedicaran exclusivamente a la función parlamentaria. En el cargo fue reemplazada por Cecilia Blondet.
Al culminar su gestión, Sánchez intentó ser elegida como candidata al Parlamento Andino en las elecciones del 2006, sin embargo, no resultó elegida. De igual manera en las elecciones del 2016 por Perú Posible.
Reemplazó al exministro Javier Reátegui en sus labores dentro del partido para las elecciones regionales y municipales del 2014.
Sánchez permaneció en Perú Posible hasta su disolución en 2017 tras perder su inscripción ante el Jurado Nacional de Elecciones.
Para las elecciones generales del 2021, Sánchez se integró al partido Alianza para el Progreso liderado por César Acuña y postuló nuevamente al Congreso de la República por la lista de Lima Metropolitana. Culminando los procesos, Sánchez no obtuvo éxito en su elección.
En abril de 2023, reapareció durante el traslado del expresidente Alejandro Toledo al Perú por el Caso Odebrecht.

## Reconocimientos
- Gran cruz de la Orden de Isabel la Católica (2001).